# Lijst van Brusselse ministers van Leefmilieu
Dit is een lijst van ministers van Leefmilieu in de Brusselse Hoofdstedelijke Regering.

## Lijst
| Nr. | Minister | Minister                   | Partij | Partij | Begin            | Einde            | Regering(en)                                            | Bevoegdheid |
| --- | -------- | -------------------------- | ------ | ------ | ---------------- | ---------------- | ------------------------------------------------------- | --- |
| 1   |          | Georges Désir (1925-2016)  |        | FDF    | 12 juli 1989     | 17 december 1991 | Picqué I                                                | Leefmilieu, Natuurbehoud en Waterbeleid                                                                          |
| 2   |          | Didier Gosuin (1952)       |        | FDF/MR | 17 december 1991 | 19 juli 2004     | Picqué I, II, Simonet I, de Donnea, Ducarme, Simonet II | Leefmilieu, Natuurbehoud en Waterbeleid/ Milieu/ Milieu, Waterbeleid en Natuurbehoud/ Leefmilieu en Natuurbehoud |
| 3   |          | Évelyne Huytebroeck (1958) |        | Ecolo  | 19 juli 2004     | 20 juli 2014     | Picqué III, Picqué IV, Vervoort I                       | Leefmilieu en Waterbeheer/ Leefmilieu/ Leefmilieu en Waterbeleid                                                 |
| 4   |          | Céline Fremault (1973)     |        | cdH    | 20 juli 2014     | 18 juli 2019     | Vervoort II                                             | Levenskwaliteit en Leefmilieu                                                                                    |
| 5   |          | Alain Maron (1972)         |        | Ecolo  | 18 juli 2019     | heden            | Vervoort III                                            | Klimaattransitie en Leefmilieu                                                                                   |